# Amblygobius stethophthalmus
Amblygobius stethophthalmus är en fiskart som först beskrevs av Bleeker, 1851.  Amblygobius stethophthalmus ingår i släktet Amblygobius och familjen smörbultsfiskar. Inga underarter finns listade i Catalogue of Life.